# Кинкель, Мара
Мара Косева Кинкель (1885, Габрово — 1960) — болгарская писательница, социолог и политик. Она была одной из первой группы женщин, избранных в Народное собрание в 1945 году.

## Биография
Кинкель (болг. Кинкел) родилась в Габрово в 1885 году. Она работала учительницей в деревнях около Горна-Оряховицы и стала членом социалистического движения. Она отправилась в Швейцарию, где изучала литературу и социологию в Женеве, завершив обучение в 1914 году. Находясь в Швейцарии, она познакомилась с несколькими русскими революционерами, включая Владимира Ленина и Надежду Крупскую. Она вышла замуж за профессора Ивана Кинкеля, и пара жила в России с 1917 по 1922 год. Позднее она написала книги о Ленине и Георгии Димитрове.
После Второй мировой войны она была кандидатом на парламентских выборах 1945 года, первых, на которых женщины могли баллотироваться. Она была избрана в Народное собрание, став одной из первых женщин в парламенте.